# Транспортно-матричная РНК

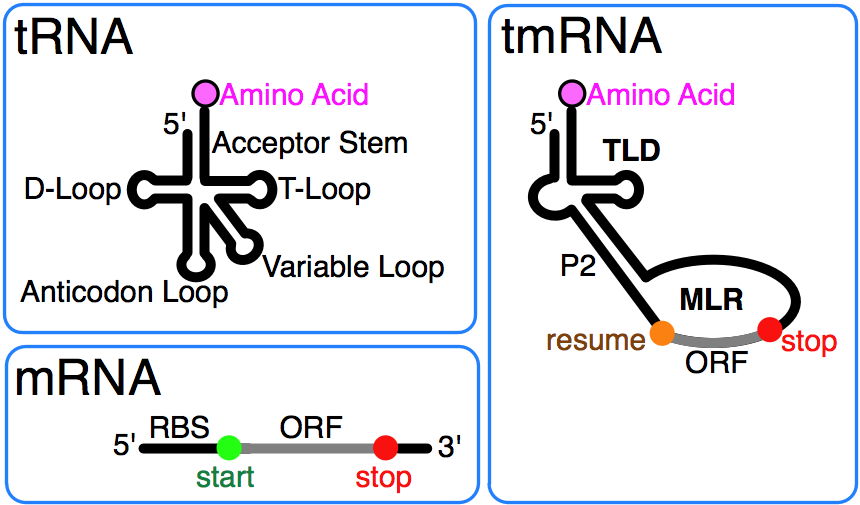
тмРНК сочетает в себе свойства тРНК и мРНК

Тра́нспортно-ма́тричная РНК (тмРНК, англ. Transfer-messenger RNA), также известна как 10Sa-РНК и SsrA-РНК, — небольшая РНК длиной от 260 до 430 нуклеотидов, которая участвует в высвобождении рибосом, «застрявших» во время трансляции проблемных участков мРНК, а также разрушении получившихся в ходе неполной трансляции дефектных пептидов. Механизм высвобождения рибосомы с дефектной мРНК при участии тмРНК получил название транс-трансляции. Первая тмРНК была обнаружена в 1994 году у кишечной палочки Escherichia coli, и с тех пор тмРНК были описаны у разных групп бактерий. Гены тмРНК обнаруживаются в геномах практически всех бактерий и многих органелл.

## Структура и синтез
Как следует из названия, тмРНК сочетает в себе свойства и тРНК, и мРНК, и в состав молекул тмРНК входят домены, структурно и функционально близкие к тРНК и мРНК. Тем не менее, тмРНК крупнее тРНК почти в пять раз. Высококонсервативные концевые участки молекулы образуют структуру, похожую на акцепторный стебель тРНК. Рядом с этими участками находятся последовательности, похожие на T- и D-петли тРНК и имеющие соответствующие модификации нуклеотидов. В совокупности эти участки образуют структуру, похожую на L-форму тРНК, однако, лишённую антикодона.
мРНК-подобный домен представлен центральной частью молекулы тмРНК, в которой располагается открытая рамка считывания, кодирующая пептид из 10—27 аминокислот и заканчивающаяся стоп-кодоном. Старт-кодона она не имеет, поэтому её обычная трансляция невозможна. Допускается укорочение или удлинение открытой рамки считывания на один кодон без нарушения функционирования транс-трансляции. С 5'-конца к мРНК-подобному домену прилегает последовательность, формирующая псевдоузел, а с 3'-конца — ещё три псевдоузла. Псевдоузлы играют важную роль во взаимодействии молекулы с рибосомой и факторами трансляции. Псевдоузлы, как правило, консервативны, но иногда они подвергаются изменениям, например, у цианобактерий последний псевдоузел заменён двумя тандемно расположенными меньшими псевдоузлами. В ходе транс-трансляции спаривание оснований в области трёх последних псевдоузлов разрушается.
В некоторых случаях в тмРНК наблюдается круговые пермутации (то есть фрагмент гена тмРНК, кодирующего одну из двух функциональных частей тмРНК, повернут в обратную сторону, из-за чего тмРНК складывается из двух отдельных фрагментов). Они характерны для всех α-протеобактерий и примитивных митохондрий протистов группы Jakobida, двух групп цианобактерий (род Gloeobacter и клады, содержащей род Prochlorococcus и многие виды рода Synechococcus), а также для некоторых β-протеобактерий, например, Cupriavidus. Такие тмРНК состоят из двух частей: акцепторной и кодирующей, кроме того, они никогда не содержат более двух псевдоузлов.
Типичная клетка E. coli содержит около 500 копий тмРНК. Как и многие другие РНК, тмРНК после транскрипции подвергается процессингу, который заключается в удалении нескольких нуклеотидов с обоих концов под действием нескольких РНКаз, в том числе РНКазы P, которая также функционирует в созревании тРНК, а также экзонуклеаз РНКазы T и РНКазы PH. Процессированная тмРНК связывается с белком SmpB, и образовавшийся комплекс распознаётся аланил-тРНК-синтетазой, которая присоединяет к 3'-концу тмРНК один остаток аланина. В отличие от многих других аминоацил-тРНК-синтетаз, аланиновая аминоацил-тРНК-синтетаза не распознаёт антикодон аминоацилируемой тРНК, благодаря чему она может работать и с тмРНК, лишённой антикодона. Третья пара оснований акцепторного стебля — не уотсон-криковская, G-U, и именно она распознаётся аланин-тРНК-синтетазой.
Иногда тмРНК кодируются мобильными генетическими элементами, например, они имеются у 10 % микобактериофагов. Многие мобильные элементы разрушают гены тмРНК. К их числу относятся самосплайсирующиеся интроны I типа, палиндромные элементы риккетсий, а также кодирующие интегразу геномные островки.
В 2015 году была запущена база данных tmRNA Website, содержащая последовательности тмРНК, их выравнивания и аннотации, а также последовательности белка SmpB, тесно связанного с тмРНК.

## Функционирование

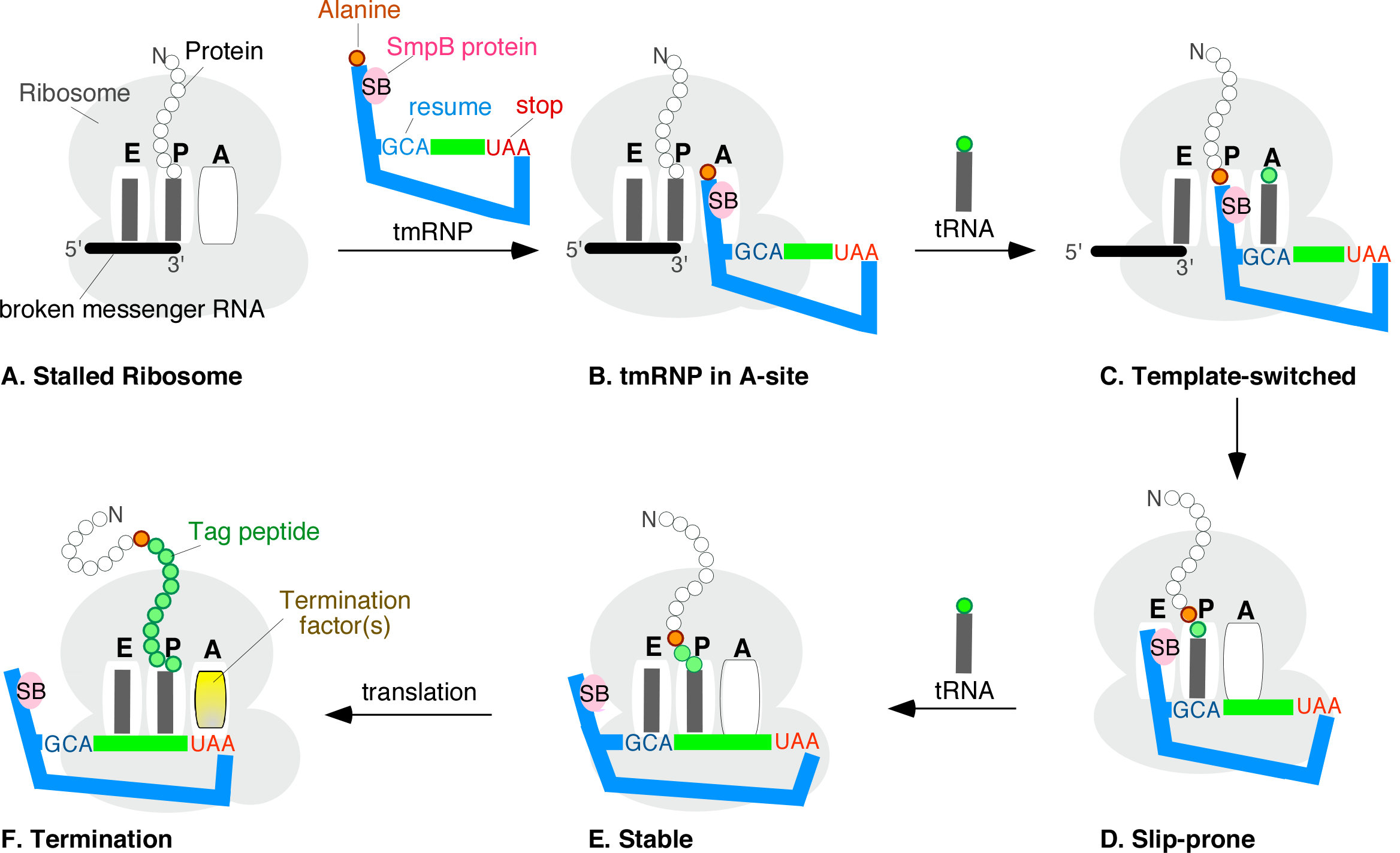
Стадии транс-трансляции от A до F. Рибосома с сайтами связывания тРНК (E, P и A) застряла возле 3'-конца разорванной мРНК. тмРНК связывается с А-сайтом, позволяя рибосоме сменить матрицу для трансляции с поврежденной мРНК на тмРНК (первый считываемый в тмРНК кодон — GCA, показан синим). После этого трансляция продолжается. При достижении стоп-кодона в тмРНК (красный UAA) гибридный белок с меткой для протеолиза (зелёные шарики) освобождается

SmpB — важнейший белок, связывающийся с тмРНК. Он столь же сильно консервативен среди бактерий, как и тмРНК. SmpB связывается с тРНК-подобным доменом тмРНК и препятствует разрушению тмРНК, пока она находится вне рибосомы, а также усиливает аминоацилирование тмРНК. С тРНК-подобным доменом взаимодействует глобулярный домен белка, благодаря чему компенсируется отсутствие у тмРНК нижней половины L-формы тРНК. Таким образом, тРНК-подобный домен имитирует тРНК в комплексе с SmpB. В рибосоме E. coli имеется по меньшей мере два сайта связывания SmpB, один в A-сайте, другой — в её P-сайте, благодаря чему комплекс тмРНК и SmpB, имитирующий тРНК, сохраняется и в рибосоме. Кроме SmpB, с тмРНК могут связываться рибосомный белок S1 и фактор элонгации трансляции EF-Tu. S1 не является необходимым для первых событий транс-трансляции (до формирования новой пептидной связи), однако может быть важен для последующих этапов. EF-Tu в комплексе с ГТФ связывается с тмРНК, несущей остаток аланина, и доставляет её в А-сайт рибосомы, как при обычной трансляции.
Остановка рибосом на мРНК может происходить при отсутствии в ней стоп-кодона, при наличии в ней группы кодонов, для которых в клетке нет аминоацилированных тРНК, а также в тех случаях, когда мРНК образует стабильную трёхмерную структуру, мешающую продвижению рибосомы. Впрочем, отмечается, что некоторые мРНК подвергаются транс-трансляции существенно чаще, чем другие, причём у разных видов бактерий активной транс-трансляции подвергаются разные мРНК. После доставки комплекса тмРНК с SmpB происходит гидролиз ГТФ до ГДФ, вызывающий конформационные перестройки, благодаря которым EF-Tu в комплексе с ГДФ покидают рибосому, а несущий аланин тРНК-подобный домен, связанный с SmpB, оказывается в А-сайте. В ходе этого процесса С-концевой хвост SmpB взаимодействует с каналом для мРНК, расположенным за А-сайтом. Если в канале есть мРНК, взаимодействие не произойдёт. После этого пептид, синтезированный до остановки рибосомы, переносится на аланиновый остаток тмРНК. Образовавшийся комплекс из пептида, тРНК-подобного домена и SmpB перемещается из А-сайта в Р-сайт рибосомы, причём для перемещения связь С-концевого хвоста SmpB с каналом для мРНК должна разорваться. Далее происходит конформационная перестройка С-концевого хвоста SmpB, благодаря которой может начаться трансляция тмРНК. Иными словами, вместо проблемной мРНК рибосома начинает транслировать открытую рамку считывания в тмРНК. При первой транслокации рибосомы мРНК при содействии фактора EF-G покидает рибосому, и её разрушают специфические РНКазы. Синтез белка, при котором последовательно используются две кодирующие РНК, называется транс-трансляцией. Когда рибосома завершает трансляцию тмРНК, образуется химерный пептид, C-конец которого считан с тмРНК. Он играет роль метки, распознаваемой бактериальными системами протеолиза, которые разрушают дефектный пептид.
Мутации тмРНК, делающие невозможным аминоацилирование, блокируют и способность тмРНК к кодированию пептида-метки, поэтому функционирование в роли тРНК преобладает над кодирующей способностью.
Для поступления в А-сайт рибосомы обычной тРНК необходимо взаимодействие с мРНК её антикодона. Однако у тмРНК антикодона нет, и, по-видимому, нижнюю часть тРНК, содержащую антикодон, имитирует SmpB. Для распознавания рибосомы, которую необходимо высвободить с транскрипта, необходим гидролиз ГТФ. Только после него SmpB принимает такую конформацию, которая позволяет ему оценить заполненность канала для мРНК.
Таким образом, транс-трансляция необходима для предотвращения накопления в клетке усечённых пептидов, а также дефектных мРНК. Так, РНКаза R связывается с SmpB в комплексе с тмРНК. Она активируется в условиях стресса, а у Caulobacter crescentus её активность зависит от стадии клеточного цикла.

## Распространение
Анализ многочисленных бактериальных геномных последовательностей показал, что тмРНК и транс-трансляция есть в каждой бактериальной клетке. Область тмРНК, соответствующая тРНК, имеет консервативную последовательность, в отличие от остальной части молекулы. Последовательность пептида-метки и его длина не очень консервативны, однако четыре последних его аминокислотных остатка очень консервативны и образуют последовательность ALAA. Именно она является мишенью периплазматической протеазы и цитоплазматических АТФ-зависимых протеаз, которые разрушают дефектные полипептиды. Любопытно, что комплекс из тмРНК Mycobacterium tuberculosis и SmpB E. coli нефункционален, а комплекс из тмРНК E. coli и SmpB M. tuberculosis успешно работает.
В ядерном геноме эукариот не обнаруживается никаких бифункциональных РНК наподобие тмРНК. Вероятно, контроль качества трансляции им не нужен столь же остро, как бактериям, благодаря различным механизмам контроля качества мРНК. У дрожжей, впрочем, был описан механизм, похожий на транс-трансляцию, осуществляющийся белками. У Saccharomyces cerevisiae белки, транслированные с дефектной мРНК, убиквитинируются и направляются на разрушение в протеасоме. Нельзя исключать возможности наличия у эукариот бифункциональных белков, по функциям аналогичным тмРНК.
Впервые митохондриальная тмРНК была обнаружена у протиста Reclinomonas americana из группы Jakobida. Впоследствии они были выявлены у подавляющего большинства представителей Jakobida. Гены тмРНК были также идентифицированы в митохондриальных геномах оомицетов. Митохондриальные тмРНК характеризуются круговыми пермутациями и состоят из двух частей, и только у Jakoba libera была обнаружена инверсия, восстановившая нормальную структуру гена тмРНК, благодаря чему с него синтезируется обычная одночастная тмРНК.

## Физиологическое значение
Стоит отметить, что, помимо транс-трансляции, у бактерий существуют и другие способы высвободить рибосому с проблемной мРНК. Тем не менее, для некоторых бактерий, таких как Mycoplasma genitalium, Neisseria gonorrhoeae, Haemophilus influenzae, Helicobacter pylori, Shigella flexneri и Mycobacterium tuberculosis, транс-трансляция жизненно необходима. У тех бактерий, которые могут выжить без тмРНК, отсутствие транс-трансляции снижает устойчивость клеток к стрессу: высокой или низкой температуре, нехватке питательных веществ, обработке этанолом или кальцием, воздействию кислот и различных препаратов. Более того, в условиях стресса интенсивность транс-трансляции повышается, что, вероятно, связано с увеличением количества дефектных мРНК в этих условиях. При нехватке аминокислот происходит активация эндонуклеазы RelE, которая разрезает транскрипты с образованием мРНК без стоп-кодонов, которые разрушаются при участии тмРНК. транс-Трансляция также связана с регуляцией экспрессии генов, участвующих в ответе на стресс. Кроме того, при разрушении тРНК колицинами E5 и D E. coli входит в состояние бактериостазиса при участии тмРНК и SmpB. Нарушение транс-трансляции снижает патогенность некоторых бактерий, поэтому разрабатываются антибиотики, нарушающие этот процесс.
транс-Трансляция задействована и в клеточных процессах, не связанных со стрессом. Например, у Caulobacter crescentus клеточный цикл и инициация репликации ДНК находятся под контролем транс-трансляции. Экспрессия тмРНК и SmpB у этой бактерии повышается в поздней G1-фазе, однако при начале репликации ДНК быстро разрушаются. В ходе G1-фазы тмРНК стабильна, но в начале S-фазы её разрушает РНКаза R. У E. coli в отсутствие транс-трансляции происходит задержка инициации репликации ДНК и снижается скорость роста. У Bacillus subtilis транс-трансляция задействована в спорообразовании.

## Эволюция
Многочисленные сходства структуры, например, консервативные шпильки и петли, свидетельствуют от том, что происхождение тмРНК тесно связано с тРНК. тмРНК демонстрирует многочисленные структурные сходства к интронам тРНК, которые у бактерий относятся к самосплайсирующимся интронам I типа. Однако остаётся неясным, произошла ли тмРНК от тРНК с интроном I группы или наоборот. Любопытно, что аланин (единственная аминокислота, которой аминоацилируется тмРНК), относится к числу аминокислот, кодоны для которых появились в самом древнем варианте предкового генетического кода; возможно, это свидетельствует в пользу древности происхождения тмРНК. Ряд учёных рассматривают тмРНК как промежуточное звено между миром РНК и современной жизнью, основанной на синтезе белка с помощью рибосом. Предполагается, что самая первая форма тмРНК появилась путём слияния двух шпилечных коротких РНК; такие тмРНК содержали акцепторный стебель с большим интроном, а также открытую рамку считывания. Вероятно, древние тмРНК имели несколько акцепторных стеблей, несущих, помимо аланина, и другие аминокислоты. Впоследствии такие прото-тмРНК дали начало современным тРНК и мРНК, а также тмРНК современного типа.